# Microlicia pusilla
Microlicia pusilla är en tvåhjärtbladig växtart som beskrevs av Célestin Alfred Cogniaux. Microlicia pusilla ingår i släktet Microlicia och familjen Melastomataceae. Inga underarter finns listade i Catalogue of Life.